# Sonia Alfano

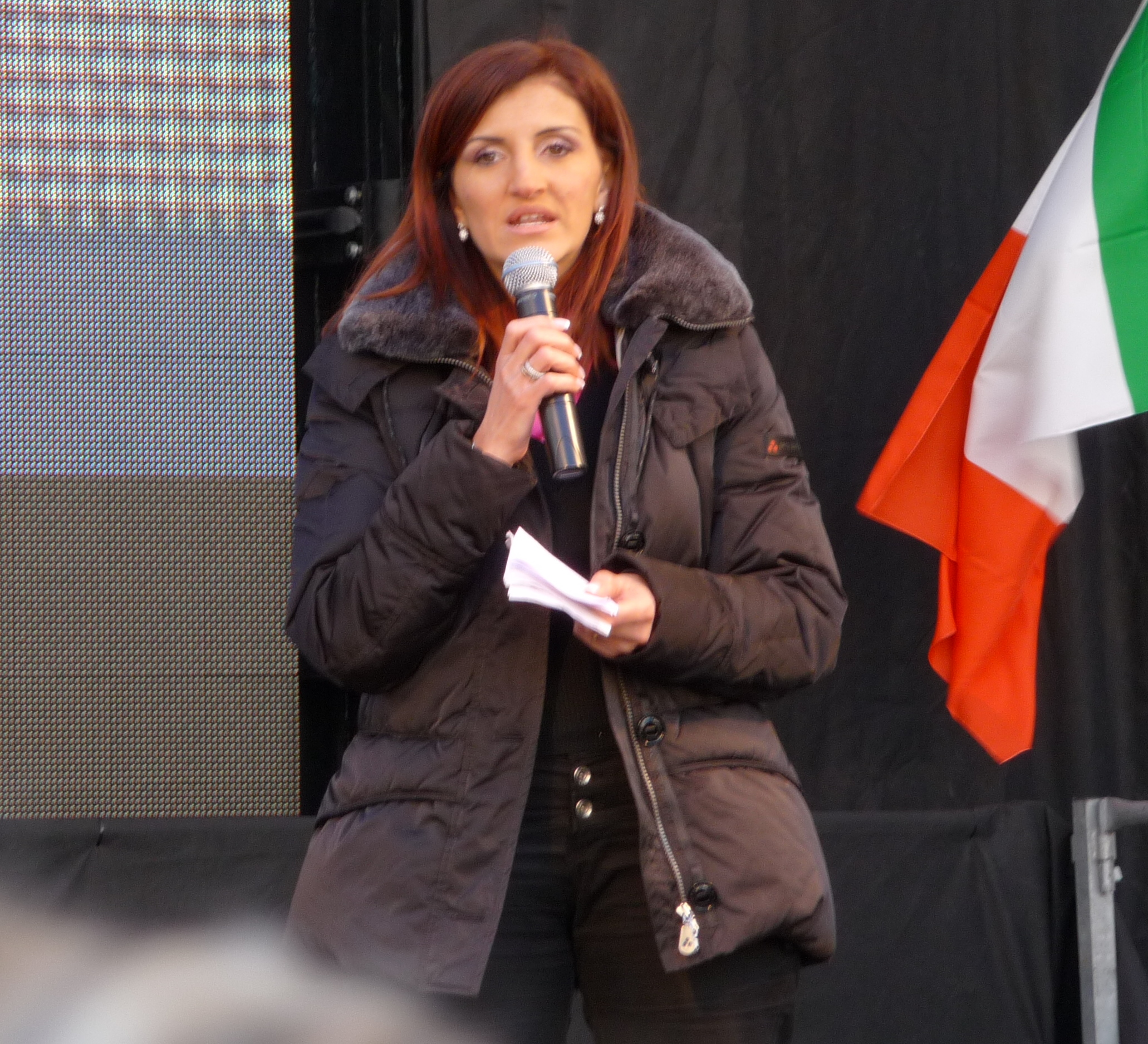
Sonia Alfano

Sonia Alfano (* 15. října 1971, Messina, Itálie) je italská politička, antimafiánská aktivistka a poslankyně Evropského parlamentu.

## Život
Po dokončení střední školy začala studovat na právnické fakultě Univerzity v Palermu. Studium přerušila po smrti svého otce, novináře Beppe Alfana, který byl zavražděn mafií. Od té doby se začala podílet na různých veřejných kampaních za snížení vlivu kriminálních skupin a objasnění zločinů mafie.
Ve volbách do Evropského parlamentu v roce 2009 za stranu Itálie hodnot.